# 圣莫里斯堡
圣莫里斯堡（法語：Bourg-Saint-Maurice，法語發音：[buʁ sɛ̃ mɔʁis] ⓘ），法国东部城市，奥弗涅-罗讷-阿尔卑斯大区萨瓦省的一个市镇，隶属于阿尔贝维尔区，其市镇面积为179.07平方公里，2022年1月1日时人口数量为7,228人，在法国城市中排名第1,473位。
圣莫里斯堡位于萨瓦省东部，塔朗泰斯谷内，其东侧与意大利接壤，是法国阿尔卑斯山的一个旅游城市及中转站，因其境内的莱萨尔克滑雪场而闻名。

## 地名来源
“Saint-Maurice”一名出自同名天主教圣人。
圣莫里斯堡所在区域历史上曾通行法兰克-普罗旺斯语，“Bourg”对应的法兰克-普罗旺斯语拼写为“Lò Bòrh”、“Lo Borg”或“Boerg”。

## 历史

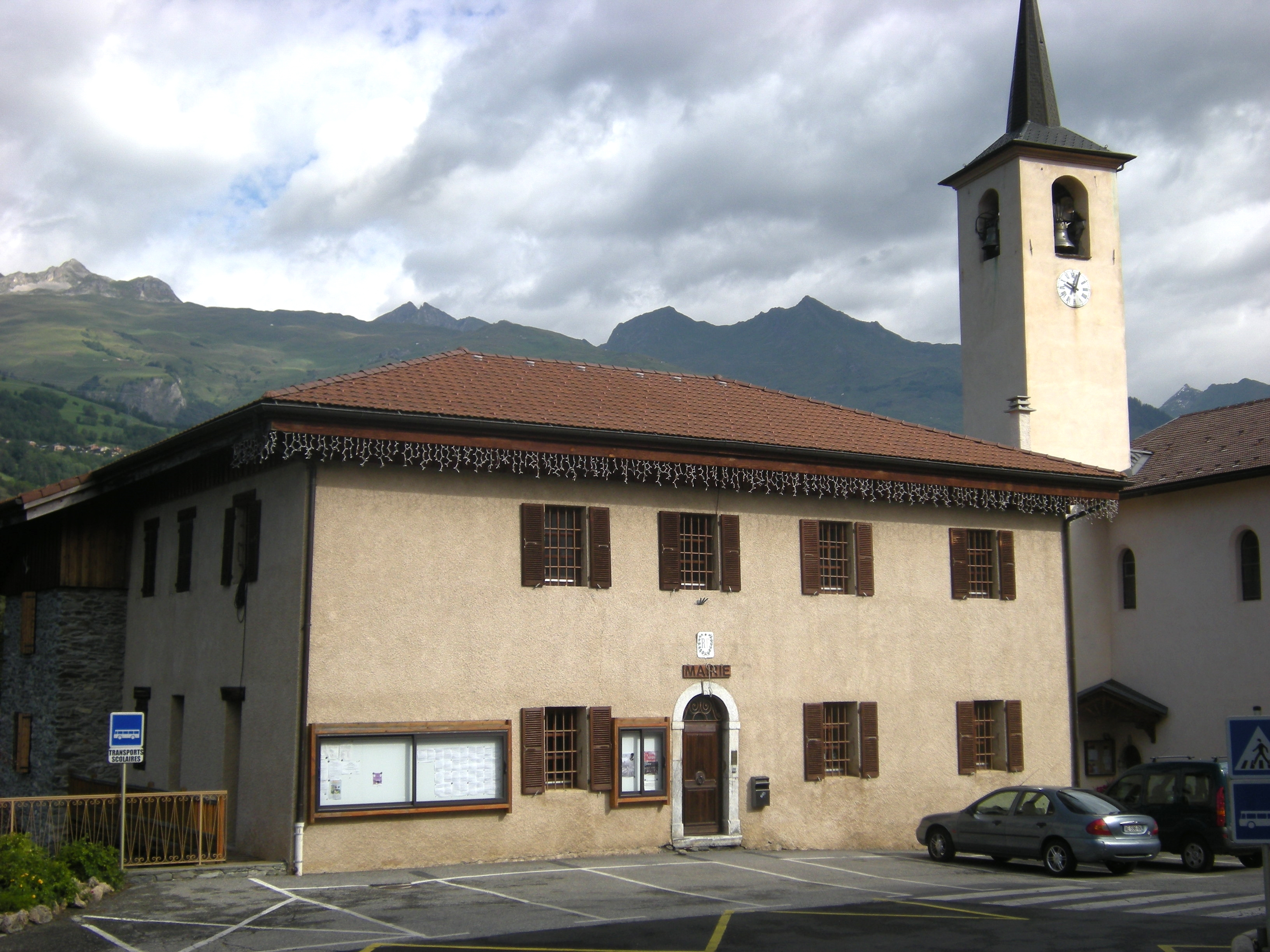
市政厅

圣莫里斯堡的早期历史尚不清楚，中世纪时，圣莫里斯堡所处的伊泽尔河谷附近出现聚落，该区域彼时为萨伏伊王国的一部分。公元12世纪时，伊泽尔河右岸兴建了“沙特拉尔塔”（tour du Châtelard）。公元17世纪时，路易十三和黎塞留在此兴建一处小型防御城堡，现已不存。法国大革命后，萨瓦国被法军攻陷，圣莫里斯堡自1793年起成为勃朗峰省的一部分。拿破仑滑铁卢战役失败后，根据《1815年巴黎条约》，勃朗峰省被撒丁王国控制，圣莫里斯被划入塔朗泰斯谷省。1860年《都灵条约》签订后，原勃朗峰省区域归还法国并被重新划分，圣莫里斯堡被划入萨瓦省。自19世纪末起，得益于铁路的建设和旅游业的推进，圣莫里斯堡逐渐发展成为阿尔卑斯地区重要的旅游城市，其境内多处山地被开辟为滑雪场，当地人口数量亦逐年增加。1924年，圣莫里斯堡境内的首座水电站建成，此后当地又兴建了多项水利工程，水电开发亦成为当地的一项经济支柱。1964年12月15日，欧特维尔-贡东整体并入圣莫里斯堡市镇范围。

## 地理

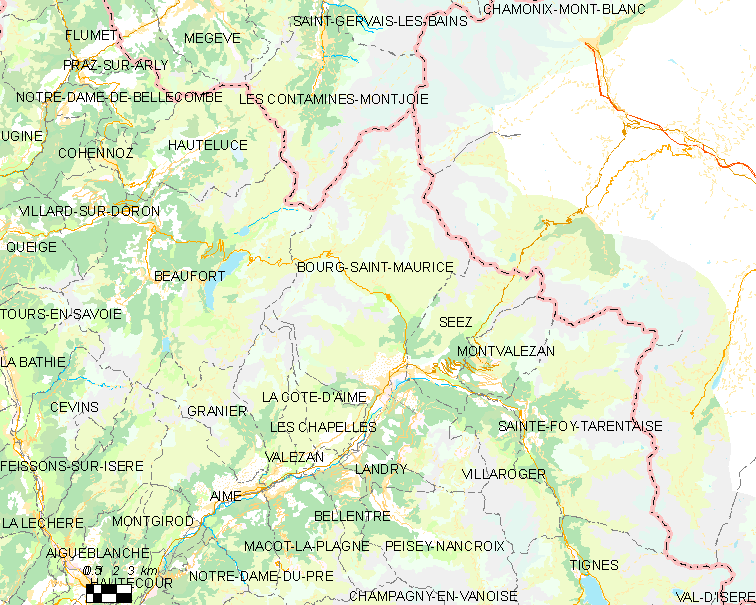
圣莫里斯堡市镇范围地图

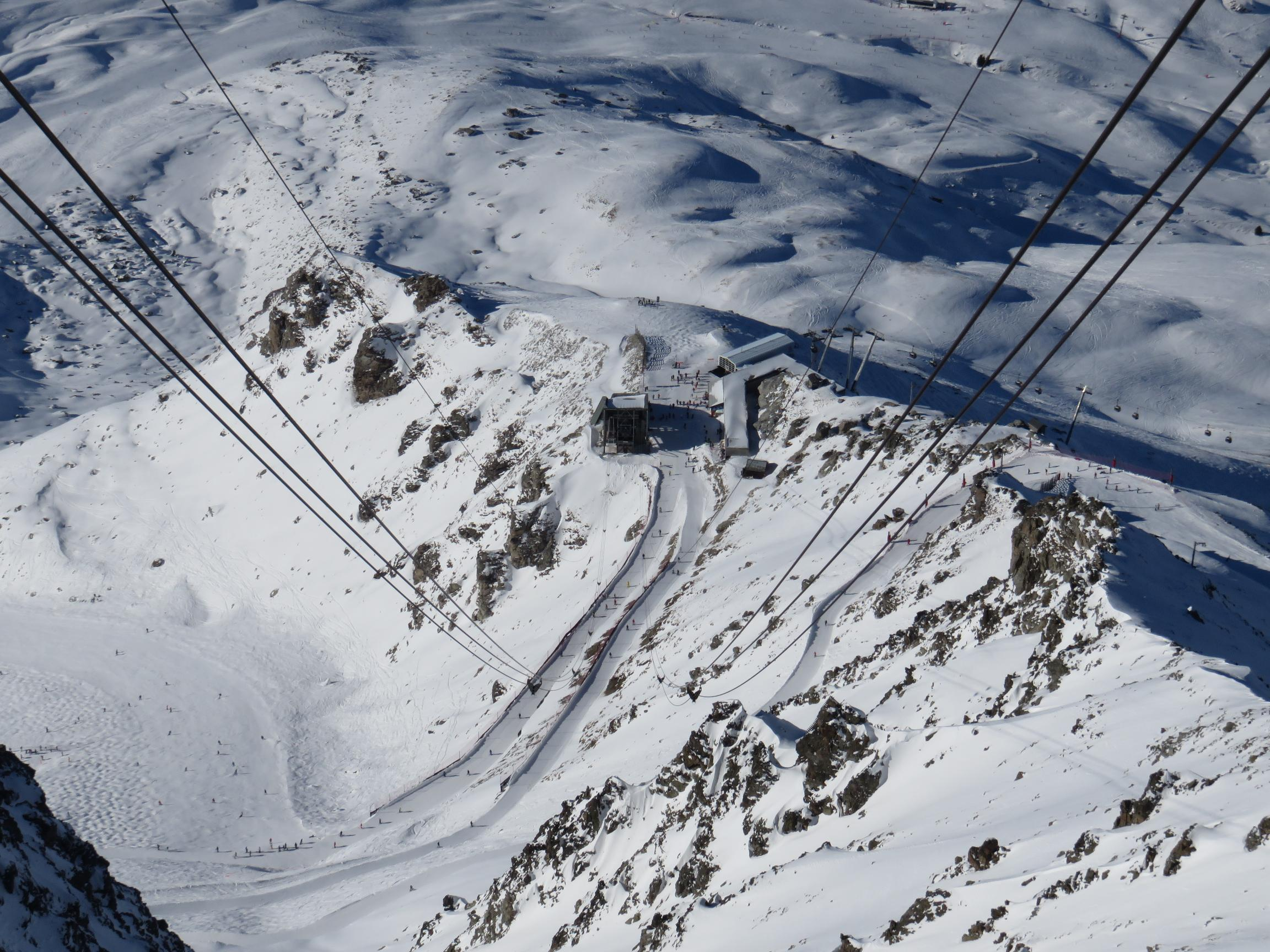
冬季的莱萨尔克滑雪场

圣莫里斯堡位于法国东部，奥弗涅-罗讷-阿尔卑斯大区东部和萨瓦省东部偏北，距离省会尚贝里大约104公里。与圣莫里斯堡接壤的法国市镇包括：博福尔、莱孔塔米讷-蒙茹瓦、莱沙佩勒、朗德里、塞镇和维拉罗热。

### 地形
圣莫里斯堡位于塔朗泰斯谷内，境内以山地为主，镇中心位于伊泽尔河右岸的一处缓坡之上，东、南和西北三侧分别为格拉耶山、瓦努瓦斯山和博福尔坦山，全境海拔在744到3816米之间。莱萨尔克滑雪场位于瓦努瓦斯山北麓，其主体位于圣莫里斯堡市镇范围内。

### 水文
圣莫里斯堡位于罗讷河流域范围内，伊泽尔河自东北向西南流经镇中心东侧，其右岸支流韦尔苏瓦扬河（Le Versoyan）在此与其交汇，两河汇合处附近形成了一处较为开阔的水域。

### 植被
圣莫里斯堡属于针叶林区，林地广泛分布于市镇范围内的山地地区。
在鲜花城市的评比中，圣莫里斯堡被评为2星级鲜花城市。

### 气候
圣莫里斯堡在柯本气候分类法中属于山地气候，其中部分低海拔河谷地区具有一定的温带特征。
圣莫里斯堡境内设有气象站，以下为该气象站的数据：
| 圣莫里斯堡 1981年－2021年 | 圣莫里斯堡 1981年－2021年 | 圣莫里斯堡 1981年－2021年 | 圣莫里斯堡 1981年－2021年 | 圣莫里斯堡 1981年－2021年 | 圣莫里斯堡 1981年－2021年 | 圣莫里斯堡 1981年－2021年 | 圣莫里斯堡 1981年－2021年 | 圣莫里斯堡 1981年－2021年 | 圣莫里斯堡 1981年－2021年 | 圣莫里斯堡 1981年－2021年 | 圣莫里斯堡 1981年－2021年 | 圣莫里斯堡 1981年－2021年 | 圣莫里斯堡 1981年－2021年 |
| 月份                      | 1月                       | 2月                       | 3月                       | 4月                       | 5月                       | 6月                       | 7月                       | 8月                       | 9月                       | 10月                      | 11月                      | 12月                      | 全年                      |
| ------------------------- | ------------------------- | ------------------------- | ------------------------- | ------------------------- | ------------------------- | ------------------------- | ------------------------- | ------------------------- | ------------------------- | ------------------------- | ------------------------- | ------------------------- | ------------------------- |
| 历史最高温 °C（°F）       | 16 (61)                   | 21.5 (70.7)               | 25.6 (78.1)               | 28.6 (83.5)               | 33.8 (92.8)               | 37.6 (99.7)               | 38.4 (101.1)              | 37.4 (99.3)               | 33.1 (91.6)               | 28.7 (83.7)               | 23.5 (74.3)               | 17.6 (63.7)               | 38.4 (101.1)              |
| 平均高温 °C（°F）         | 5.1 (41.2)                | 7.3 (45.1)                | 11.7 (53.1)               | 14.9 (58.8)               | 19.9 (67.8)               | 23.5 (74.3)               | 26.4 (79.5)               | 25.7 (78.3)               | 21.5 (70.7)               | 16.5 (61.7)               | 9.5 (49.1)                | 5.3 (41.5)                | 15.6 (60.1)               |
| 日均气温 °C（°F）         | 0.7 (33.3)                | 2 (36)                    | 5.9 (42.6)                | 9.2 (48.6)                | 13.7 (56.7)               | 16.9 (62.4)               | 19.4 (66.9)               | 18.9 (66.0)               | 15.3 (59.5)               | 10.9 (51.6)               | 5 (41)                    | 1.3 (34.3)                | 9.9 (49.8)                |
| 平均低温 °C（°F）         | −3.8 (25.2)               | −3.3 (26.1)               | 0.1 (32.2)                | 3.4 (38.1)                | 7.5 (45.5)                | 10.4 (50.7)               | 12.5 (54.5)               | 12.1 (53.8)               | 9 (48)                    | 5.3 (41.5)                | 0.5 (32.9)                | −2.6 (27.3)               | 4.3 (39.7)                |
| 历史最低温 °C（°F）       | −21.3 (−6.3)              | −19.6 (−3.3)              | −15.1 (4.8)               | −7.5 (18.5)               | −2.3 (27.9)               | 0.4 (32.7)                | 2.9 (37.2)                | 2.9 (37.2)                | −1.2 (29.8)               | −6 (21)                   | −13.2 (8.2)               | −18.1 (−0.6)              | −21.3 (−6.3)              |
| 平均降水量 mm（）         | 101.6 (4.00)              | 86.1 (3.39)               | 79.9 (3.15)               | 60.6 (2.39)               | 78.9 (3.11)               | 82.9 (3.26)               | 71.2 (2.80)               | 75 (3.0)                  | 72.1 (2.84)               | 88 (3.5)                  | 83.6 (3.29)               | 106 (4.2)                 | 985.9 (38.81)             |
| 月均日照時數              | 112.7                     | 123.9                     | 164.8                     | 171.6                     | 201.3                     | 224.9                     | 250                       | 227.5                     | 184.5                     | 139.5                     | 94.5                      | 90.9                      | 1,986.1                   |
| 来源：infoclimat.fr       |                           |                           |                           |                           |                           |                           |                           |                           |                           |                           |                           |                           |                           |

## 行政区划
圣莫里斯堡的市镇编号为73054，邮政编号为73700。
在行政管理方面，圣莫里斯堡隶属于法国奥弗涅-罗讷-阿尔卑斯大区萨瓦省阿尔贝维尔区；在地方选举方面，圣莫里斯堡是圣莫里斯堡县的中央投票站所在地，其市镇范围全境被划入萨瓦省第二选区；在社会管理方面，圣莫里斯堡是上塔朗泰斯市镇公共社区的组成部分。
截至2023年5月，圣莫里斯堡市镇范围内暂无任何城市敏感街区及城市政策优先街区。
法国国家统计与经济研究所（简称）在进行数据统计时，将圣莫里斯堡及相邻的另外一个市镇设为圣莫里斯堡城市核心区（Unité urbaine de Bourg-Saint-Maurice），并将包括核心区在内的周边共4个市镇划为圣莫里斯堡城市区。自2020年起，圣莫里斯堡城市区被包含9个市镇的圣莫里斯堡城市辐射区代替。此外，还将圣莫里斯堡市镇分为了2个“块区”（IRIS），以便于统计人口分布情况。

## 交通

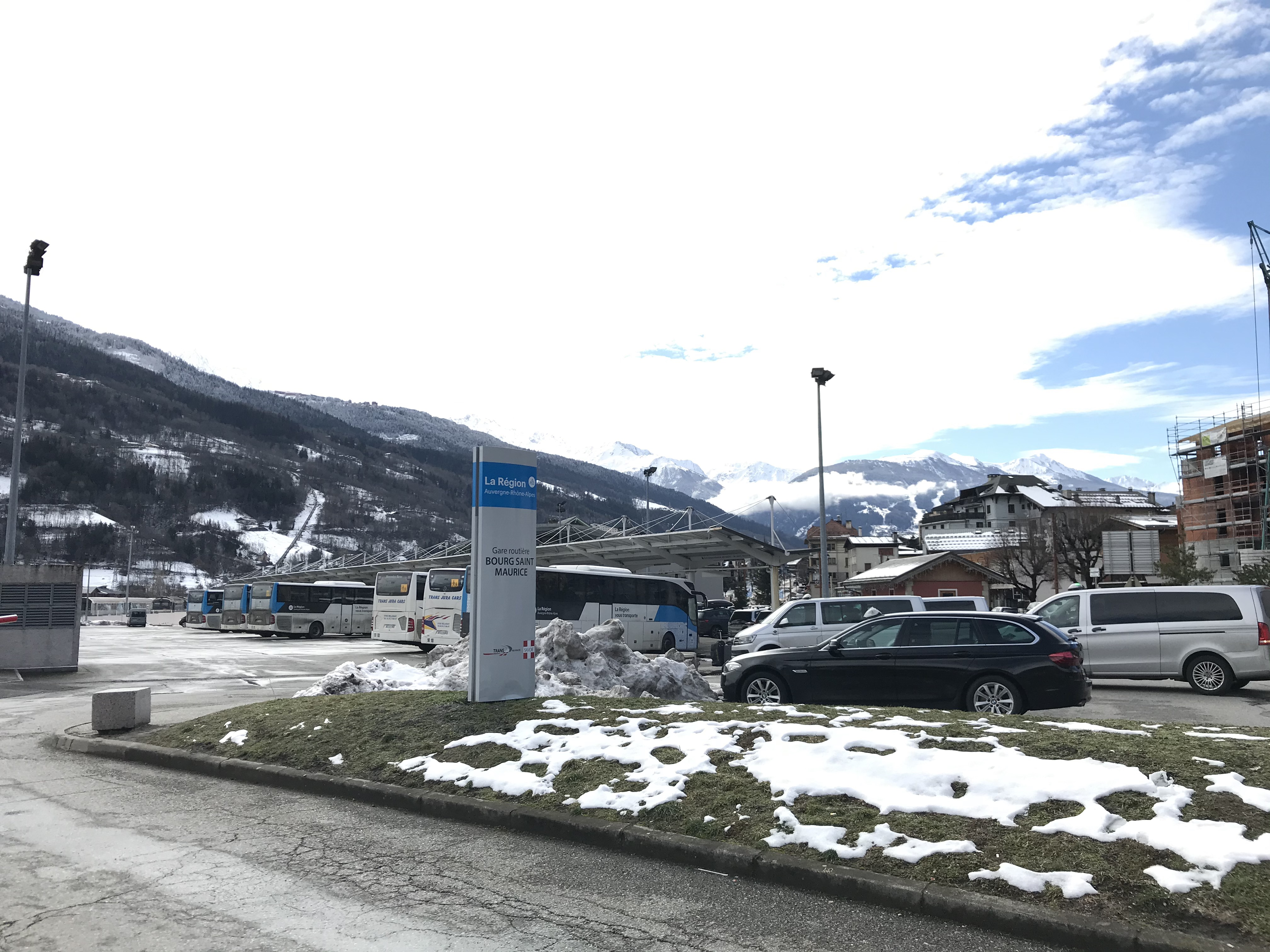
圣莫里斯堡汽车站

### 公路
法国国道N90线和萨瓦省省道D84线、D86线、D119线、D902线和D1090线在圣莫里斯堡境内交汇，奥弗涅-罗讷-阿尔卑斯大区下属的城际客运提供巴士线路，可前往周边部分市镇。
| 付费 | 57 |

| 尚贝里 | 104 |

| 阿尔贝维尔 | 54 |

| 于日讷 | 64 |

2019年，23.6%的圣莫里斯堡家庭拥有至少一辆私人汽车。2019年，圣莫里斯堡境内共发生各类交通事故6起，造成2人遇难，5人受伤，其中4人重伤。

### 铁路

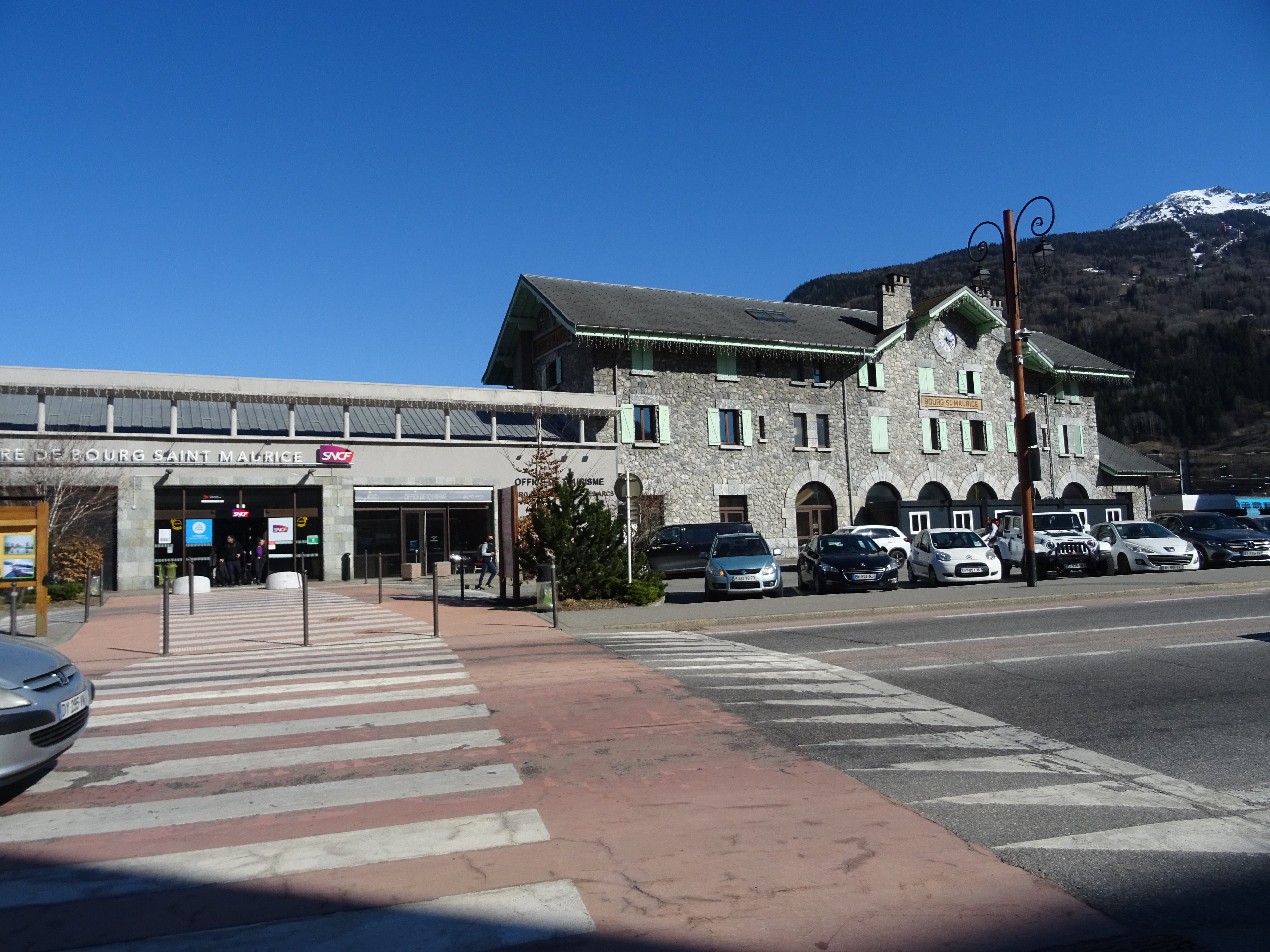
圣莫里斯堡火车站主站房

圣莫里斯堡是圣皮埃尔达尔比尼—圣莫里斯堡铁路的终点。圣莫里斯堡站位于老城区东部，停靠前往尚贝里、里昂等地的区域列车，冬季及节假日则加开直达巴黎及法国多地的高速列车。

### 航空
距离圣莫里斯堡最近的民用航空站为147公里外的日内瓦国际机场。

### 城市公共交通
截至2023年5月，圣莫里斯堡暂无城市公共交通系统。当地公共社区提供多条摆渡巴士线路，可连接圣莫里斯堡火车站和周边多个滑雪场及景区。

## 政治

### 市政内阁

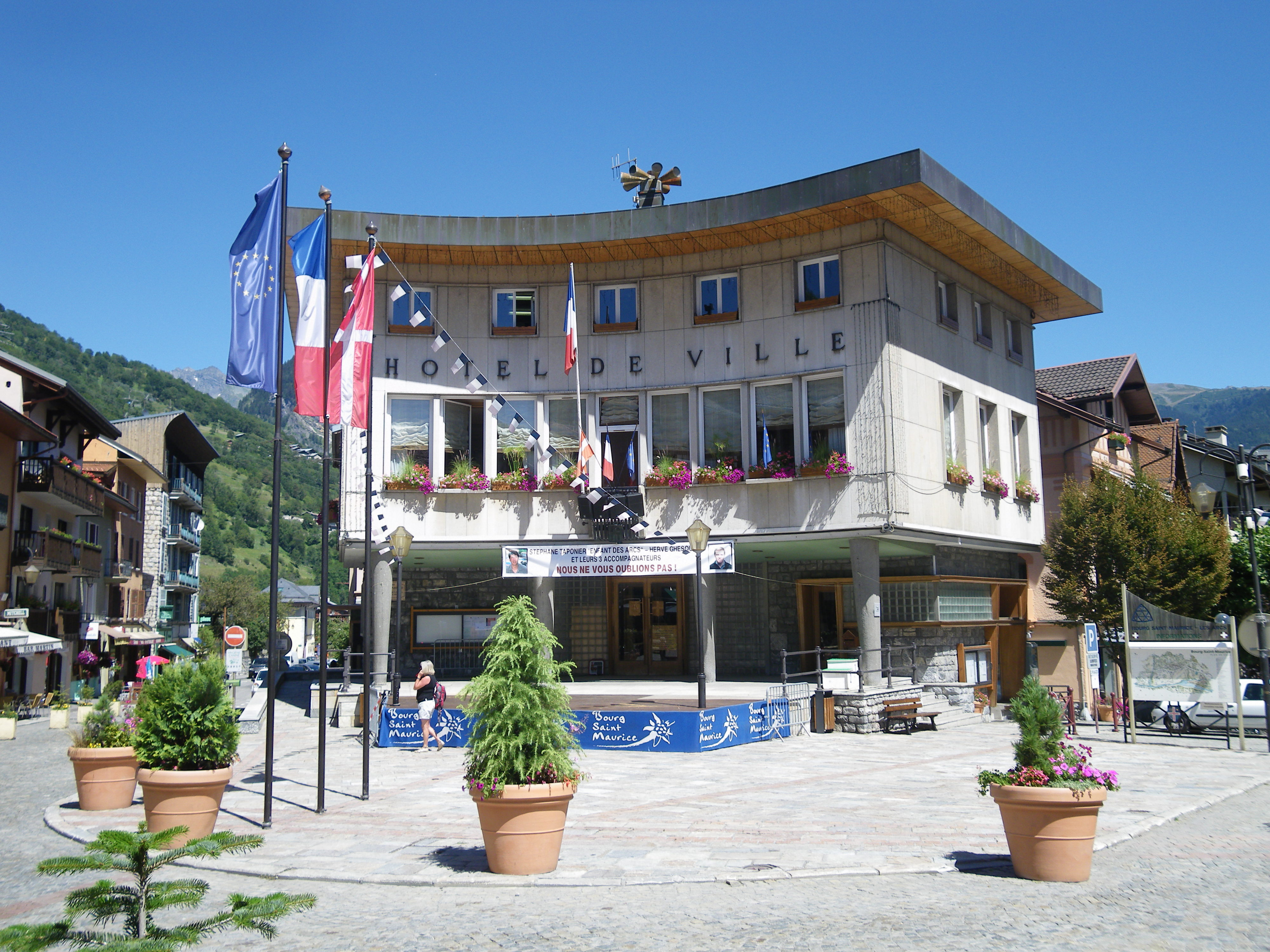
圣莫里斯堡市政厅

圣莫里斯堡的现任市长为纪尧姆·德吕先生（Guillaume DESRUES），他是一名无党派人士，在2020年的市政选举中获得了62.55%的支持率。
| 圣莫里斯堡历届市长     | 圣莫里斯堡历届市长                     | 圣莫里斯堡历届市长        |
| 任期                   | 市长                                   | 党派                      |
| ---------------------- | -------------------------------------- | ------------------------- |
| （1965年以前资料暂缺） |                                        |                           |
| 1965年－1971年         | Jean-François MENGEON 让-弗朗索瓦·芒容 | 無黨籍                    |
| 1971年－1989年         | Marcel GAIMARD 马塞尔·盖马尔           | 無黨籍                    |
| 1989年－1991年         | Daniel JUGLARET 达尼埃尔·朱格拉雷      | 無黨籍                    |
| 1991年－2001年         | Jacqueline PELOTTI 雅克丽娜·佩洛蒂     | DVD右翼无党派人士         |
| 2001年－2008年         | François GAZAVE 弗朗索瓦·加扎夫        | DVD右翼无党派人士         |
| 2008年－2011年         | Damien PERRY 达米安·佩里               | DVG左翼无党派人士         |
| 2011年－2014年         | Jacqueline PELOTTI 雅克丽娜·佩洛蒂     | UMP人民运动联盟           |
| 2014年－2020年         | Michel GIRAUDY 米歇尔·吉罗迪           | DVD右翼无党派人士         |
| 2020年－               | Guillaume DESRUES 纪尧姆·德吕          | DVG左翼无党派人士 →無黨籍 |

### 各级选举
| 圣莫里斯堡历届投票选举结果 | 圣莫里斯堡历届投票选举结果 | 圣莫里斯堡历届投票选举结果 | 圣莫里斯堡历届投票选举结果 | 圣莫里斯堡历届投票选举结果         | 圣莫里斯堡历届投票选举结果 | 圣莫里斯堡历届投票选举结果 | 圣莫里斯堡历届投票选举结果         | 圣莫里斯堡历届投票选举结果 | 圣莫里斯堡历届投票选举结果 |
| 选举项目                   | 选举范围                   | 选区单位                   | 选区单位内的选举结果       | 选区单位内的选举结果               | 选区单位内的选举结果       | 选区单位内的选举结果       | 选区单位内的选举结果               | 选区单位内的选举结果       | 参考资料                   |
| 选举项目                   | 选举范围                   | 选区单位                   | 第一轮胜出者               | 第一轮胜出者                       | 支持率                     | 第二轮胜出者               | 第二轮胜出者                       | 支持率                     | 参考资料                   |
| -------------------------- | -------------------------- | -------------------------- | -------------------------- | ---------------------------------- | -------------------------- | -------------------------- | ---------------------------------- | -------------------------- | -------------------------- |
| 2017年法國總統選舉         | 法國                       | 市镇                       |                            | 弗朗索瓦·菲永                      | 25.96%                     |                            | 埃马纽埃尔·马克龙                  | 69.73%                     | [ 24 ]                     |
| 2017年法国立法选举         | 萨瓦省第二选区             | 市镇                       |                            | 樊尚·罗兰                          | 34.68%                     |                            | 樊尚·罗兰                          | 57.32%                     | [ 24 ]                     |
| 2019年欧洲议会选举         | 法國                       | 市镇                       |                            | 纳塔莉·卢瓦索                      | 22.21%                     | （不适用）                 | （不适用）                         | （不适用）                 | [ 26 ]                     |
| 2021年法国省级选举         | 萨瓦省                     | 县                         |                            | 奥古斯特·皮科莱 塞西尔·于蒂勒-格朗 | 52.55%                     |                            | 奥古斯特·皮科莱 塞西尔·于蒂勒-格朗 | 44.41%                     | [ 27 ]                     |
| 2021年法国省级选举         | 萨瓦省                     | 市镇                       |                            | 奥古斯特·皮科莱 塞西尔·于蒂勒-格朗 | 68.3%                      |                            | 奥古斯特·皮科莱 塞西尔·于蒂勒-格朗 | 59.71%                     | [ 27 ]                     |
| 2021年法国大区选举         |                            | 市镇                       |                            | 洛朗·沃基耶                        | 51.48%                     |                            | 洛朗·沃基耶                        | 62.68%                     | [ 28 ]                     |
| 2022年法国总统选举         | 法國                       | 市镇                       |                            | 埃马纽埃尔·马克龙                  | 27.11%                     |                            | 埃马纽埃尔·马克龙                  | 62.14%                     | [ 24 ]                     |
| 2022年法国立法选举         | 萨瓦省第二选区             | 市镇                       |                            | 樊尚·罗兰                          | 26.45%                     |                            | 樊尚·罗兰                          | 59.91%                     | [ 24 ]                     |

## 人口
2019年，圣莫里斯堡市镇人口数量为7,195，在法国排名第1,473位。其中男性3,541人，女性3,654人，75岁及以上人口占6.6%，外籍人口数量为768人，人口密度为40人/平方公里，当地居民被称为（男性）或（女性）。2020年，圣莫里斯堡境内出生48人，死亡人口69人。
| 圣莫里斯堡1901年－2020年人口变化情况 |
|                                      |
| 数据来源：Cassini、INSEE             |

## 经济

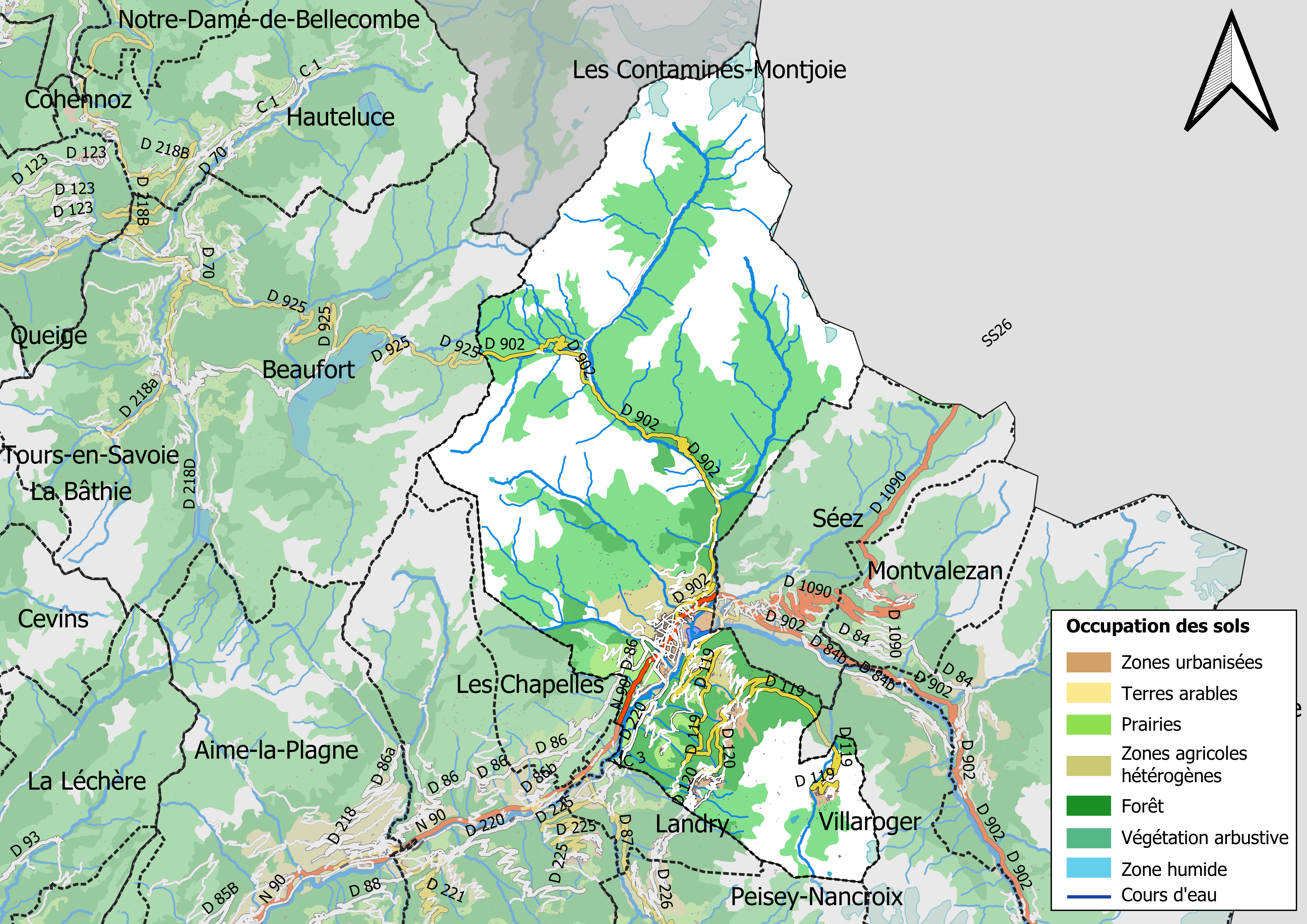
圣莫里斯堡土地利用情况地图

圣莫里斯堡是一个区域性的中心城市。截止2023年5月，圣莫里斯堡市镇范围内共有各类用人单位（包含自雇）3,921家，平均历史为17年，其中98.94%为中小型企业（PME），2023年3月至5月间，当地的经济活力指数为0.05%。（大型零售）、（建筑）及（食品销售）是当地2021年营业额最高的三个企业，分别为56,929,548欧元、29,291,413欧元和8,543,112欧元。

## 财政与居民收入
2021年，圣莫里斯堡的财政收入总额为26,529,400欧元，财政支出总额为23,511,900欧元，当年的债务总额为30,276,300欧元。2021年，圣莫里斯堡市镇通过增值税获得1,726,530欧元的收入，此外当地还共获得了311,220欧元的国家直接财政补助。
2020年，圣莫里斯堡的人均月收入总额为2,221欧元，其中高级职员为3,689欧元，低于法国平均水平（4,230欧元）；中级职员为2,429欧元，高于法国平均水平（2,411欧元）；普通职员为1,814欧元，高于法国平均水平（1,740欧元）。
2019年，圣莫里斯堡境内的贫困率为11%，青壮年（15至64岁）失业率为5.6%；当地58.2%的家庭拥有纳税资格，平均纳税4,810欧元，高于法国平均水平（3,910欧元）。

## 社会事务

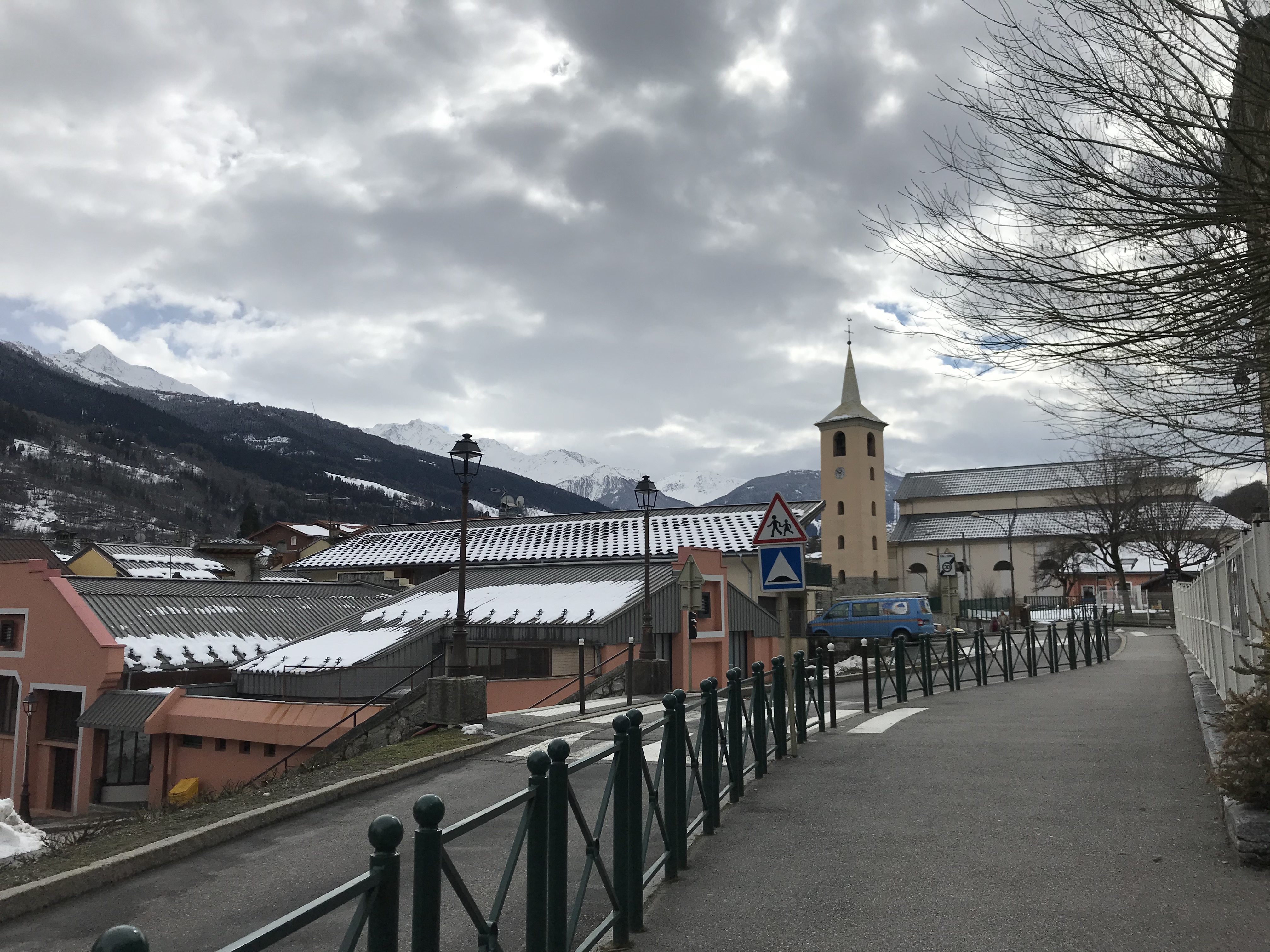
约翰·肯尼迪大街

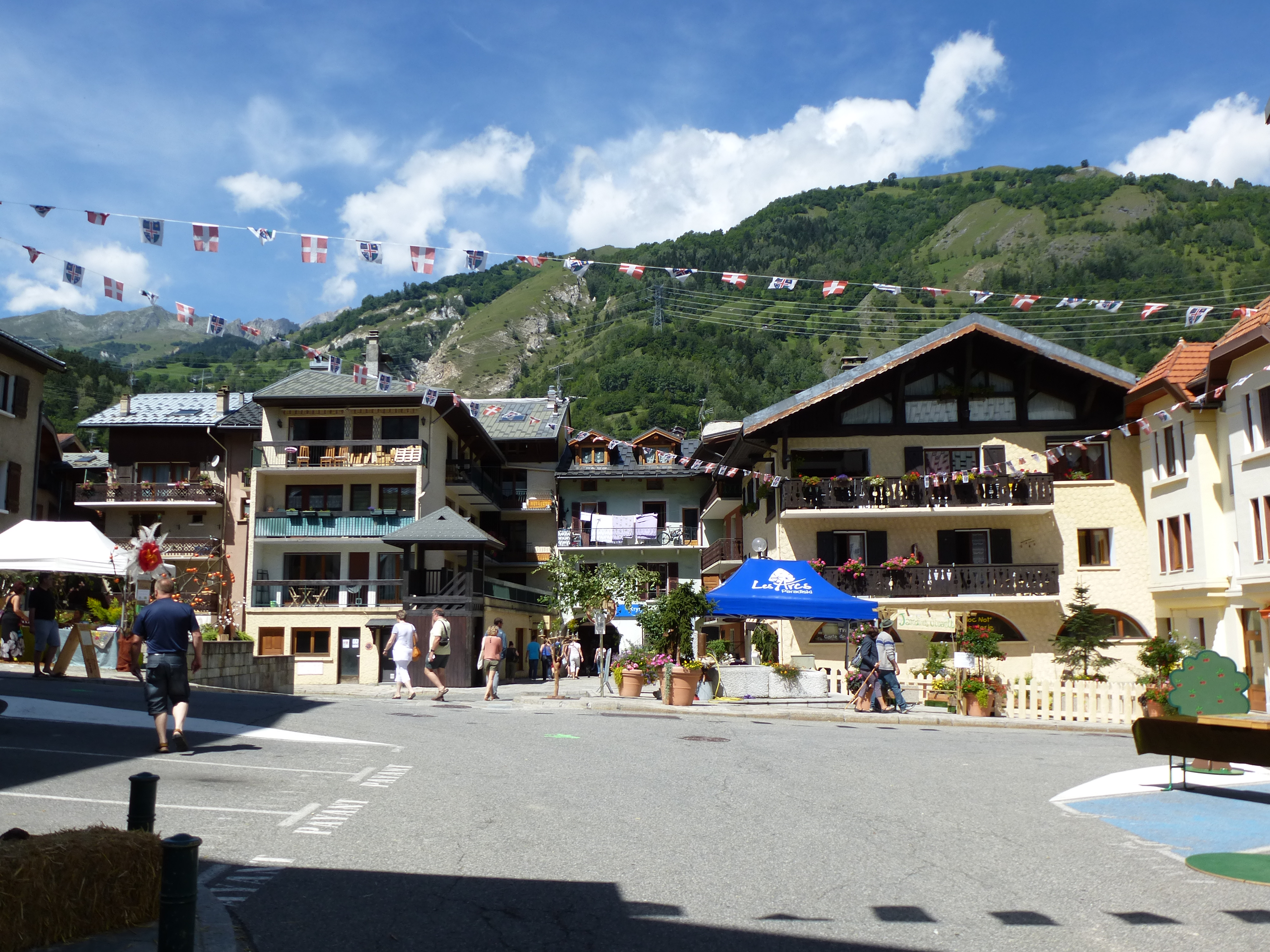
镇中心的邮政广场

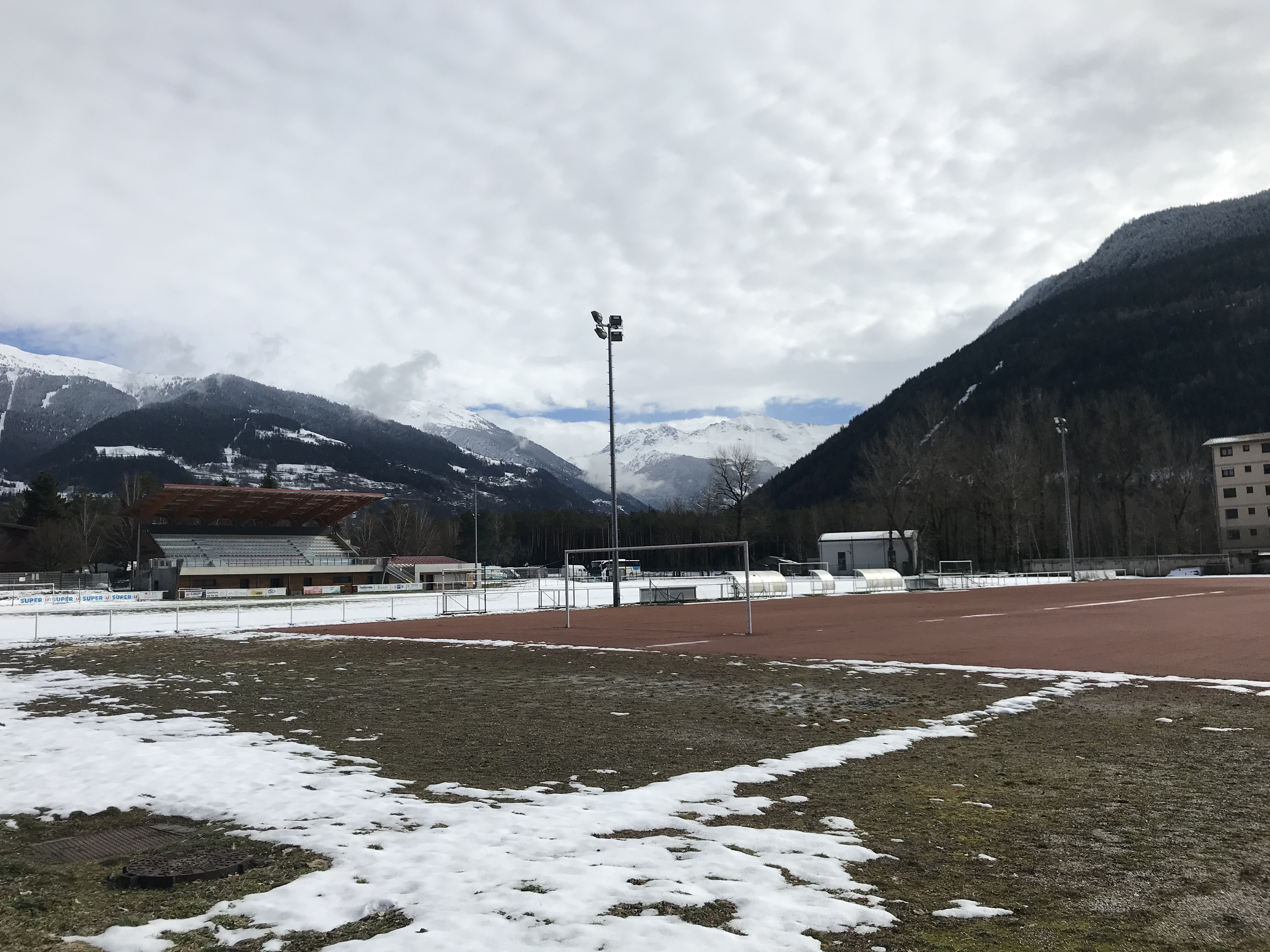
阿尔贝·马丁球场

### 教育
圣莫里斯堡属于格勒诺布尔学区。截止2021年1月1日，圣莫里斯堡境内共有2所幼儿园、6所小学、1所初级中学和1所普通高中。2021至2022学年度，圣莫里斯堡境内共有在校中等教育阶段学生967名。

### 医疗
截止2021年1月1日，圣莫里斯堡境内共有全科医生24名、保健师23名、牙医9名、护士23名、眼科医生1名、皮肤科医生1名、助产士2名和妇科医生1名。境内共有药房4家、养老院1家。
圣莫里斯堡中心医院（Centre Hospitalier de Bourg-Saint-Maurice）是法国的一个区域性医疗机构，其主病区位于圣莫里斯堡市区，设有床位76个，是当地规模最大的公立综合性医院。

### 住房
2019年，圣莫里斯堡境内共有各类住房12,373套，其中11.8%为独立式居民区，86.9%为集中式居民区。常住房屋占圣莫里斯堡市镇范围内居民建筑总量的27.8%。
在住房保障政策方面，2021年，圣莫里斯堡境内共有472户家庭获得了住房经济补助，受益人数占总人口数量的6.6%，其中463份为房租补助。

### 商业
2021年，圣莫里斯堡境内共有各类实体商铺460家，其中餐厅127家、大型超市4家、杂货店20家、面包房9家、肉铺6家、书店6家、装饰品店1家、银行门店11家、美容美发店12家、汽车维修店12家。市区东北部建有开放式商业街区，有Intermarché、Super U、Intersport等商场。

### 体育
2021年，圣莫里斯堡境内共有2家游泳池、1间体育馆、1座综合体育场、25处网球场、1处马术场、2处足球或橄榄球场、3处篮球或排球场以及1处高尔夫球场。
圣莫里斯堡因冬季及山地运动项目而闻名，莱萨尔克是圣莫里斯的代表性滑雪场。此外圣莫里斯堡曾是1969年、1987年和2002年三次世界皮划艇激流锦标赛的举办地，1992年冬季奥林匹克运动会的部分项目亦在此举办。
截至2023年5月，圣莫里斯堡境内暂无任何注册足球俱乐部。

### 环境
圣莫里斯堡的环境事务由其所属的上塔朗泰斯市镇公共社区联合各级政府协调负责。2021年，圣莫里斯堡境内暂无污染企业。

### 治安
2021年，圣莫里斯堡市镇范围内有1处宪兵队。
圣莫里斯堡及其附近的共68个市镇是阿尔贝维尔国家宪兵队（zone gendarmerie de Albertville）的管辖范围。2020年，该宪兵队累计记录各类案件4,446起，其中盗窃类案件2,499起，经济类案件640起，毒品交易类案件275起。

## 文化
2021年，圣莫里斯堡境内共有1家电影院和1家博物馆。圣莫里斯堡市政府提供多媒体中心，每周二至六向公众开放。

### 建筑
圣莫里斯堡境内有多处历史建筑，其中维尔米圣格拉德小教堂（Chapelle Saint-Grat de Vulmix）是法国国家文物保护单位，市政厅、圣莫里斯教堂（Église Saint-Maurice de Bourg-Saint-Maurice）等是当地的地标性建筑物。

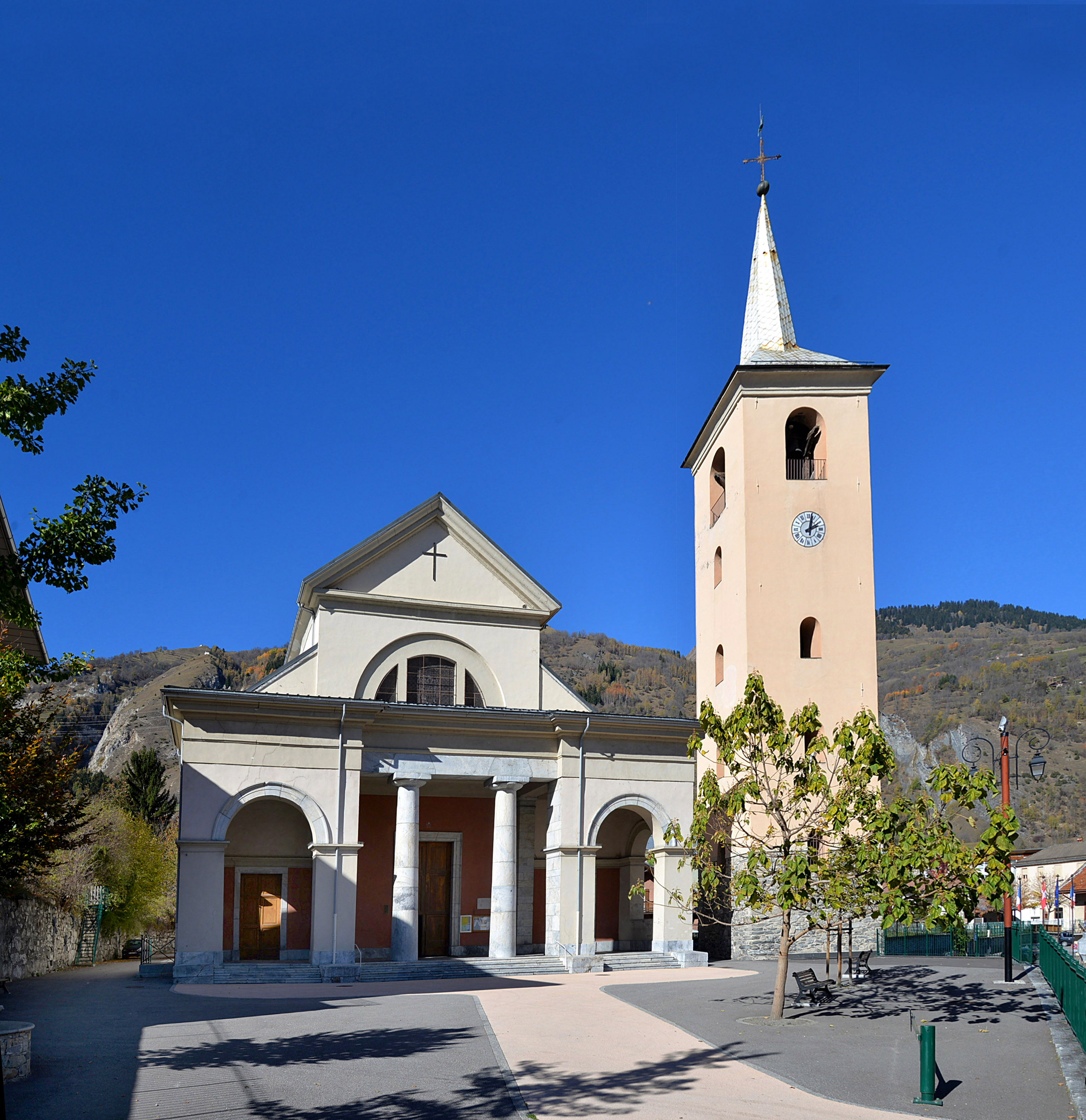
圣莫里斯教堂
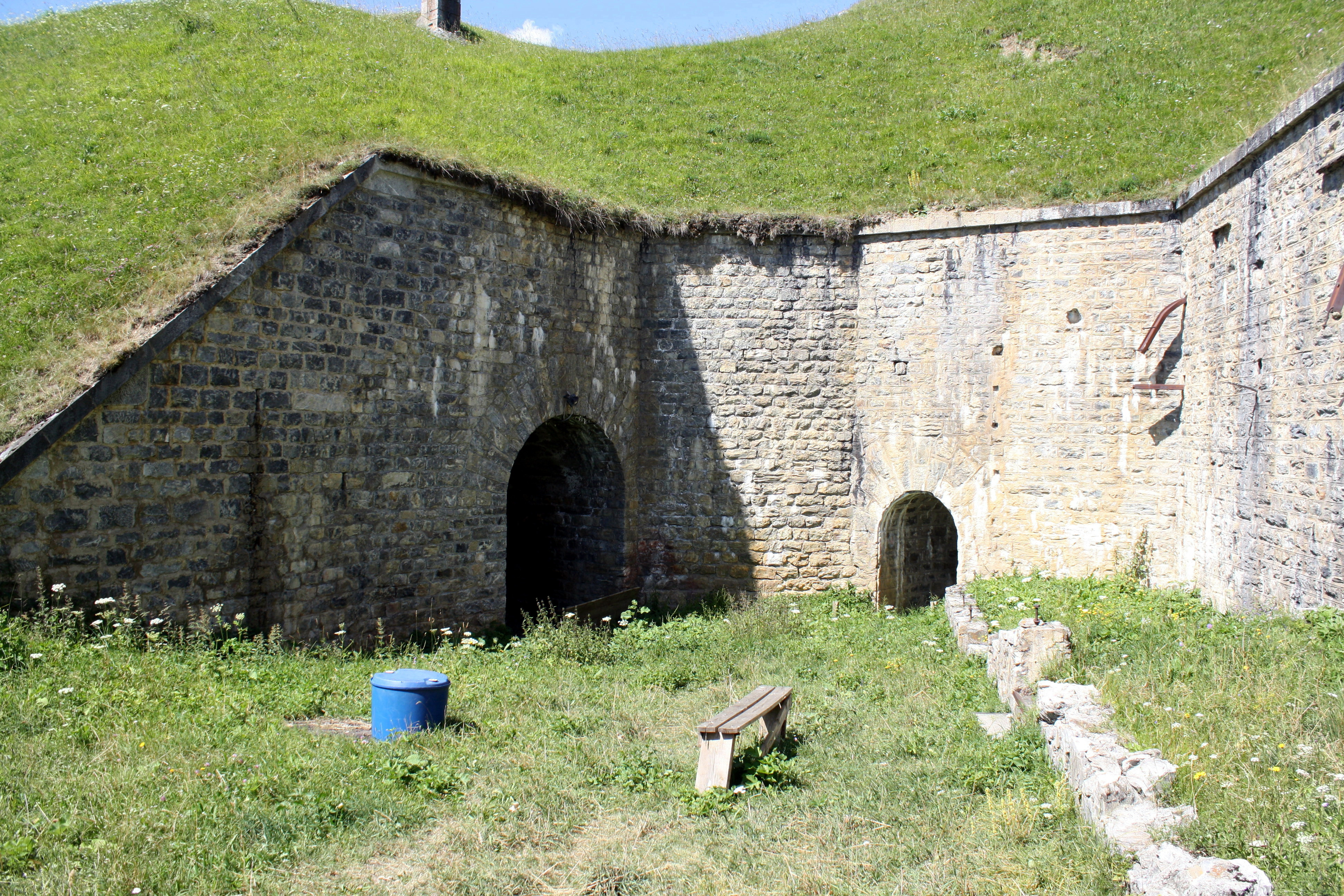
特吕克堡（法语：Fort du Truc）
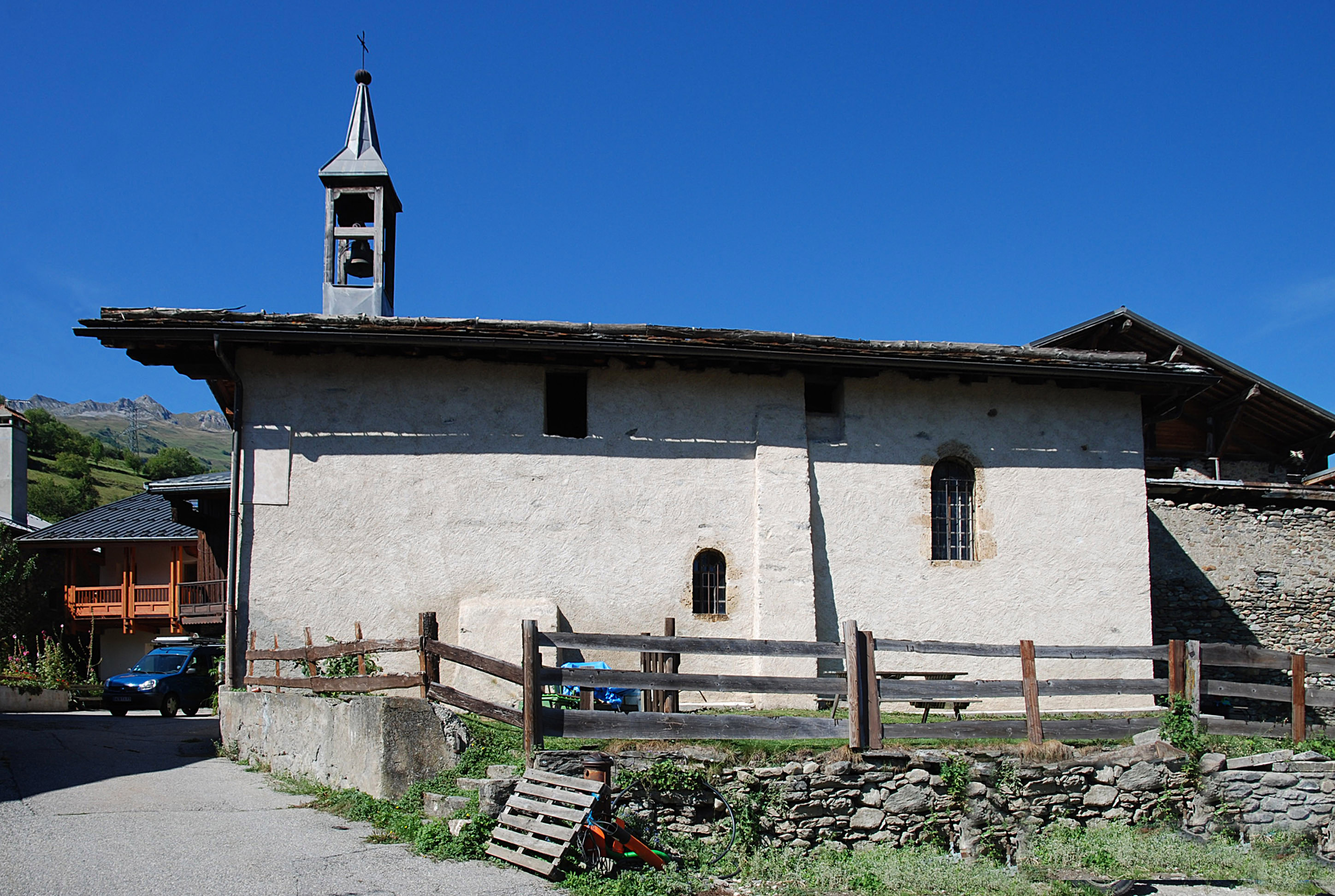
维尔米圣格拉德小教堂
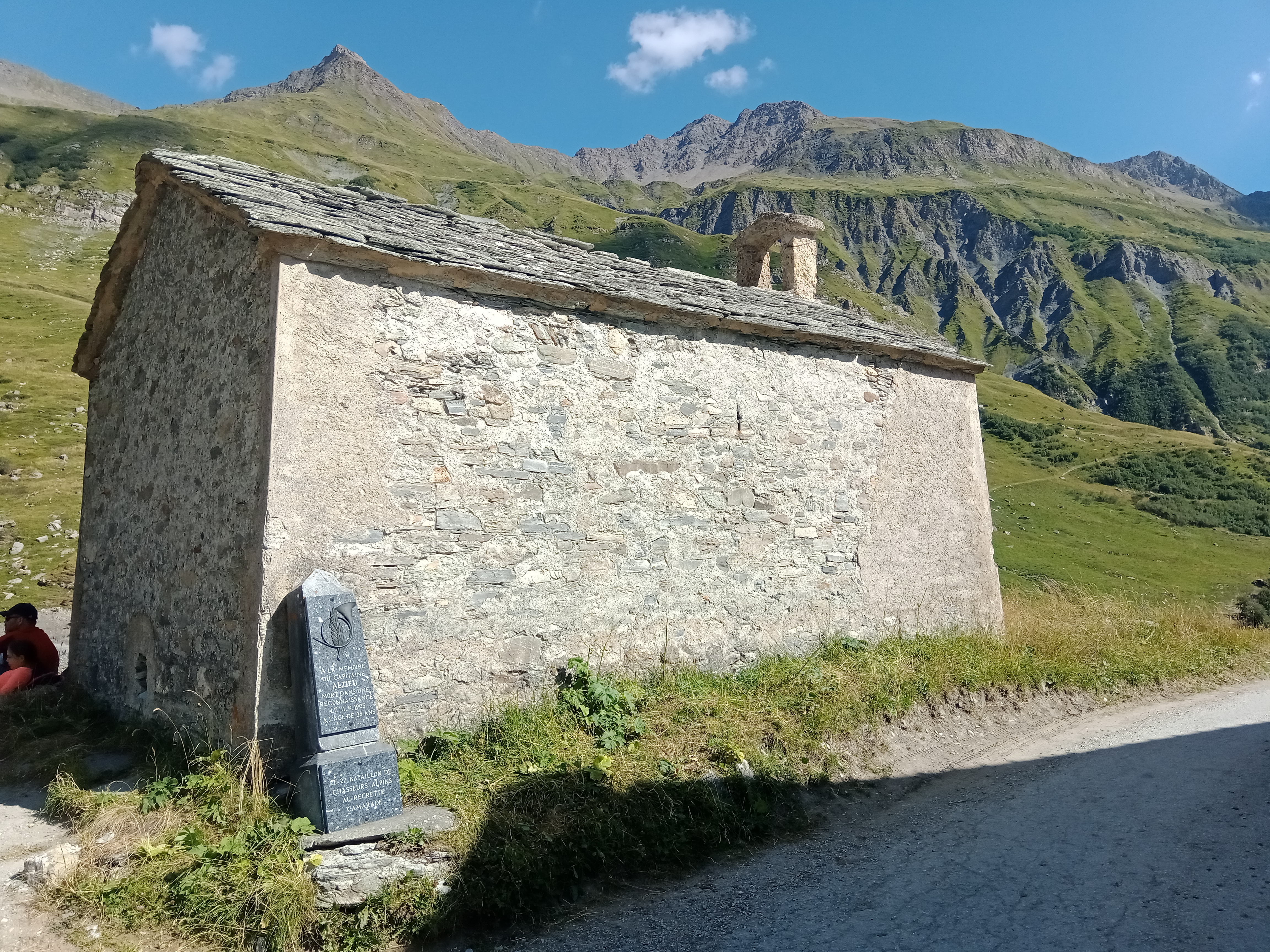
冰川城小教堂
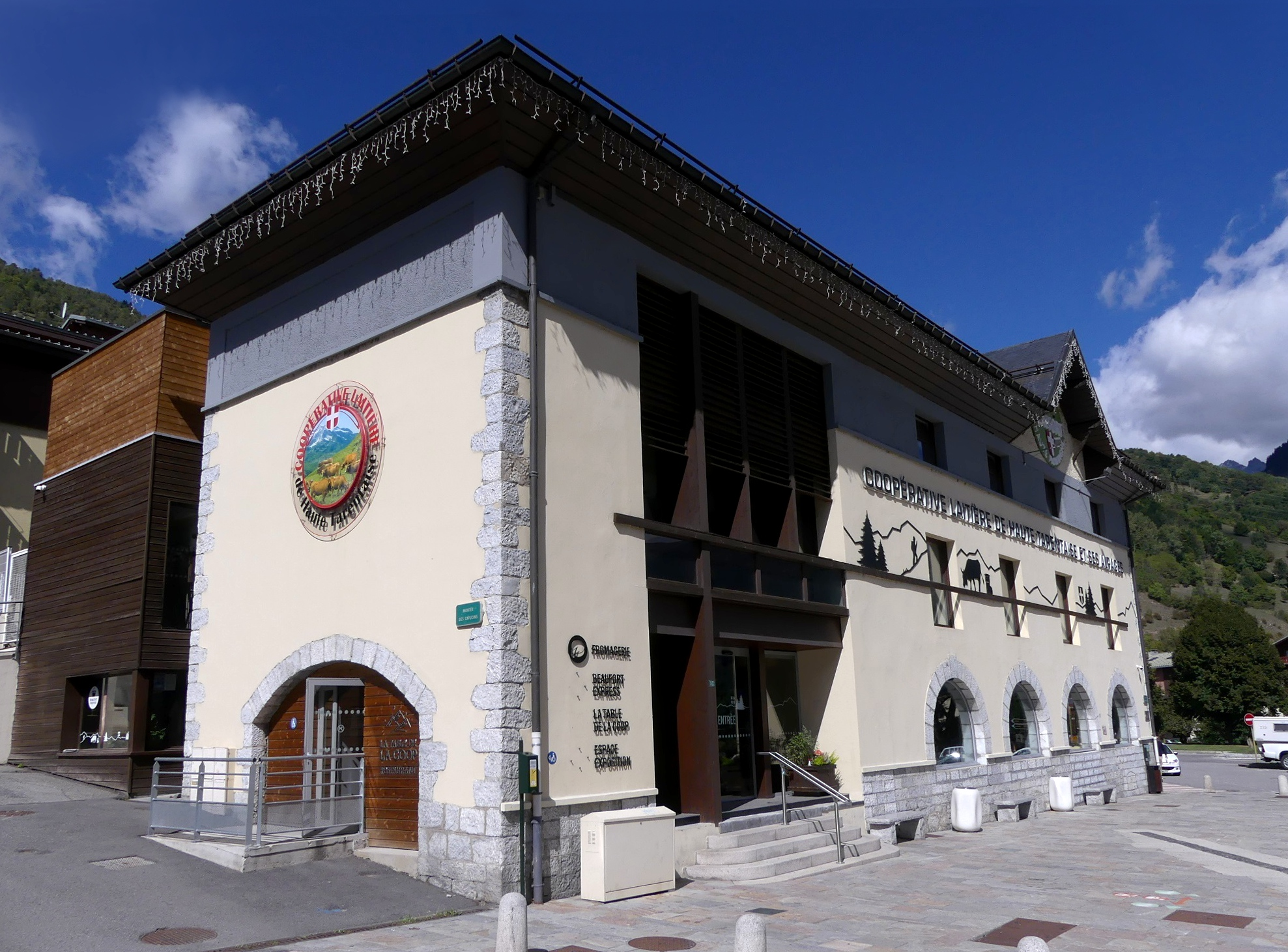
奶品商联合会
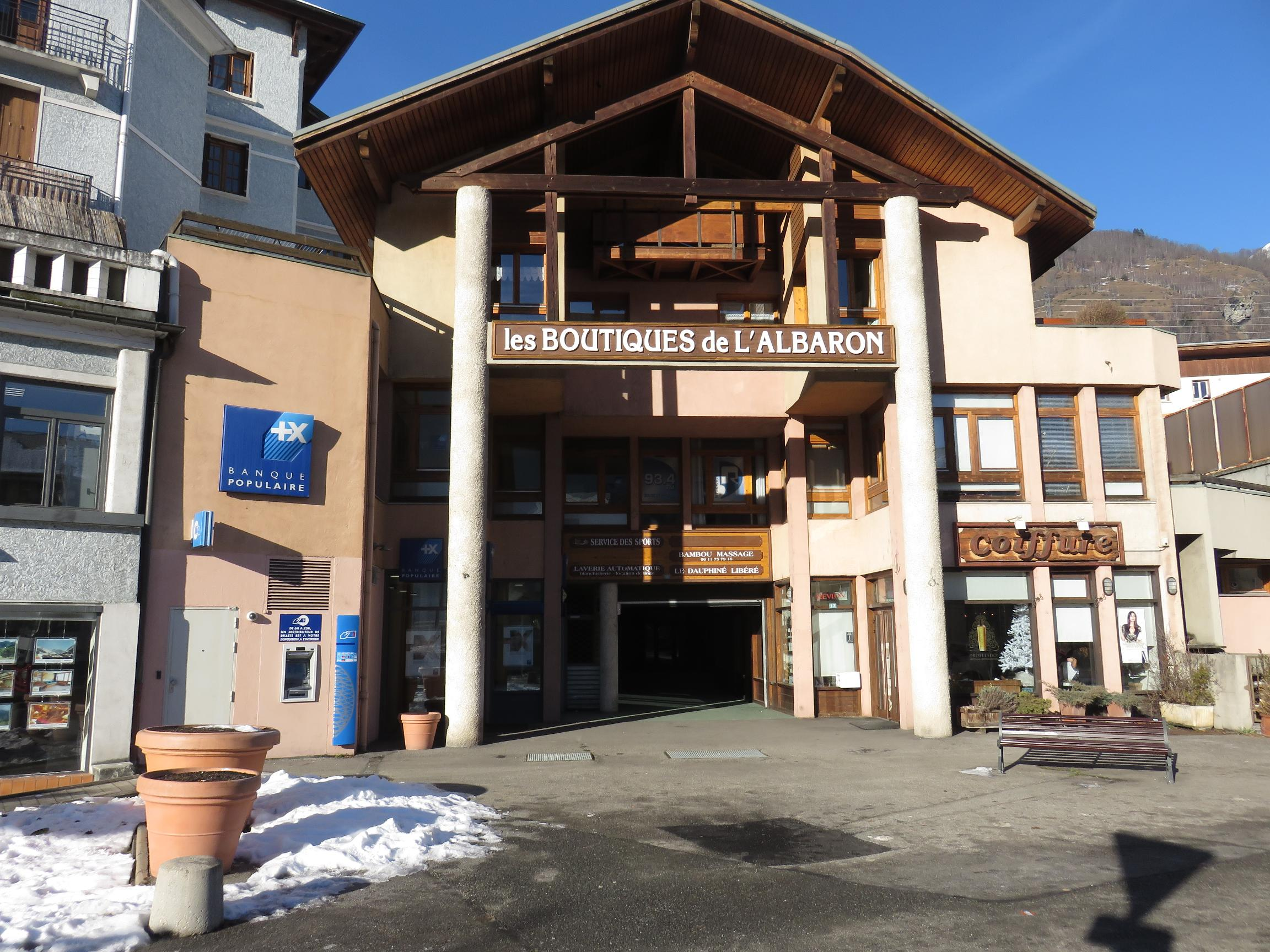
商业城
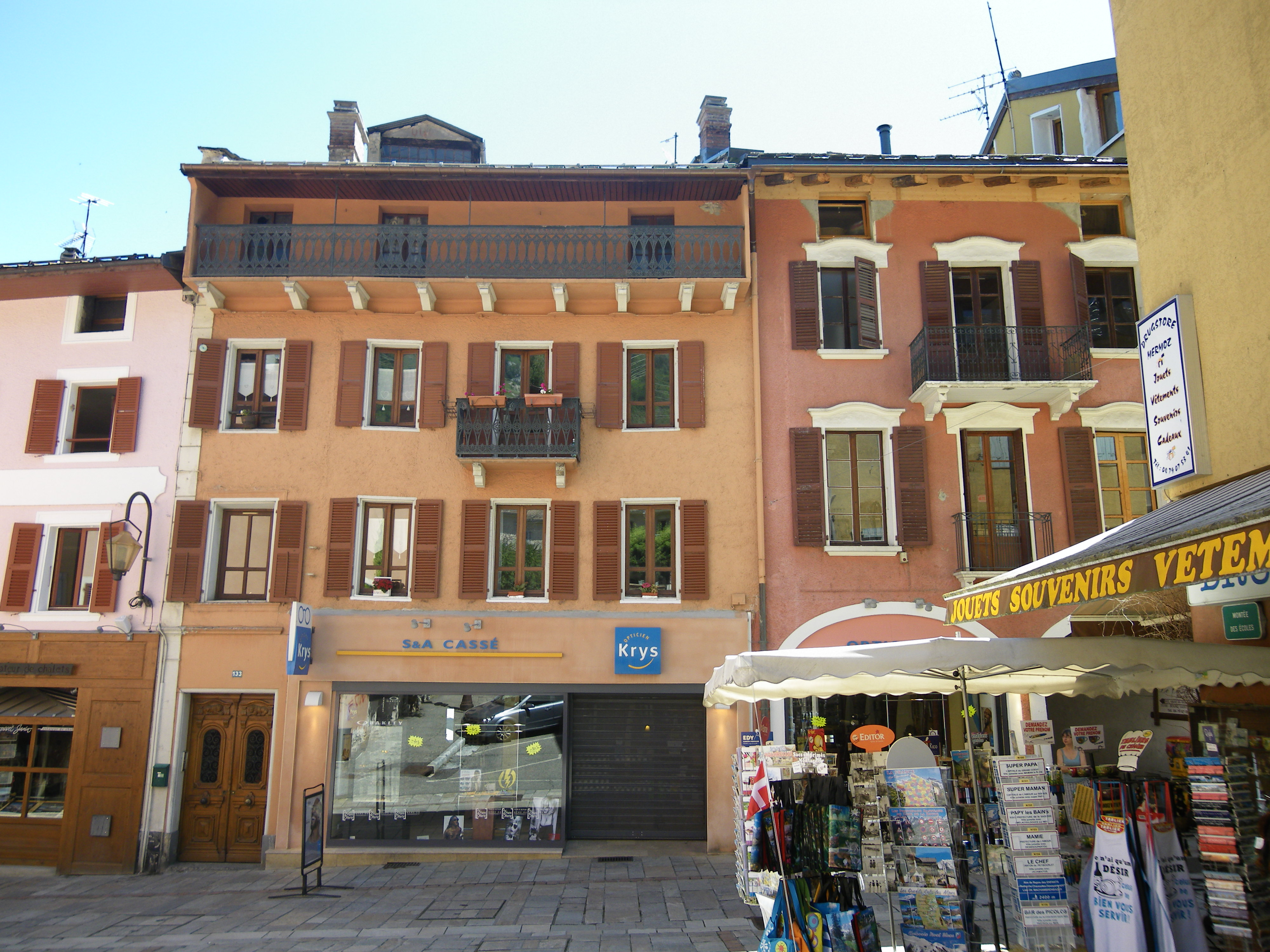
传统民居

### 旅游
圣莫里斯堡的旅游事务由其所属的上塔朗泰斯市镇公共社区负责。2022年，圣莫里斯堡境内共有13家酒店共计935间房间；另有1个露营地，可容纳共201辆露营车。

### 媒体
法国主要的媒体均可在圣莫里斯堡接收，法国电视三台下属的奥弗涅-罗讷-阿尔卑斯大区频道在部分时段播出圣莫里斯堡所在萨瓦省的地方新闻。蓝色法兰西萨瓦广播、Alto广播、勃朗峰8号电视台、《自由多菲内报》等是当地主要的地方性媒体。

## 相关人物
法国滑雪运动员让-吕克·克雷捷、让-弗雷德里克·沙皮伊、玛丽·马蒂诺、克洛艾·特雷斯珀什、泰丝·勒德和足球运动员阿德里安·托马松出生于圣莫里斯堡。

## 友好城市
截至2023年5月，圣莫里斯堡共与两座城市互为友好城市关系：
- 德国 阿尔滕施泰格[1]
- 法國 皮农[55]